# 밀푀유
밀푀유(프랑스어: mille-feuille)는 프랑스의 페이스트리이다. 북아메리카에서는 "나폴레옹"으로 불리기도 하지만, 나폴레옹과는 다른 음식이다.

## 이름
프랑스어 "밀(mille)"은 "천(1,000)"을, "푀유(feuille)"는 "잎"을 뜻한다. "밀푀유(mille-feuille)"는 "천 장의 잎"이라는 뜻이다. 하지만 정석대로 만들면 3절 접기 6번에, 페이스트리가 3층이므로, 총 2187(=37)겹이 되어 1000겹보다도 훨씬 많다.

## 만들기
퍼프 페이스트리 사이를 크렘 파티시에르로 채운 다음, 설탕 가루를 뿌리거나 퐁당으로 아이싱한다.

## 같이 보기
- 나폴레옹
- 크렘슈니테